# Dąb wodny
Dąb wodny (Quercus nigra L.) – gatunek rośliny z rodziny bukowatych (Fagaceae Dumort.). Występuje naturalnie w południowych i wschodnich Stanach Zjednoczonych – w Alabamie, Arkansas, Dystrykcie Kolumbii, Delaware, na Florydzie, w Georgii, Kentucky, Luizjanie, Marylandzie, Missouri, Missisipi, Karolinie Północnej, New Jersey, Oklahomie, Karolinie Południowej, Tennessee, Teksasie i Wirginii. 

## Morfologia

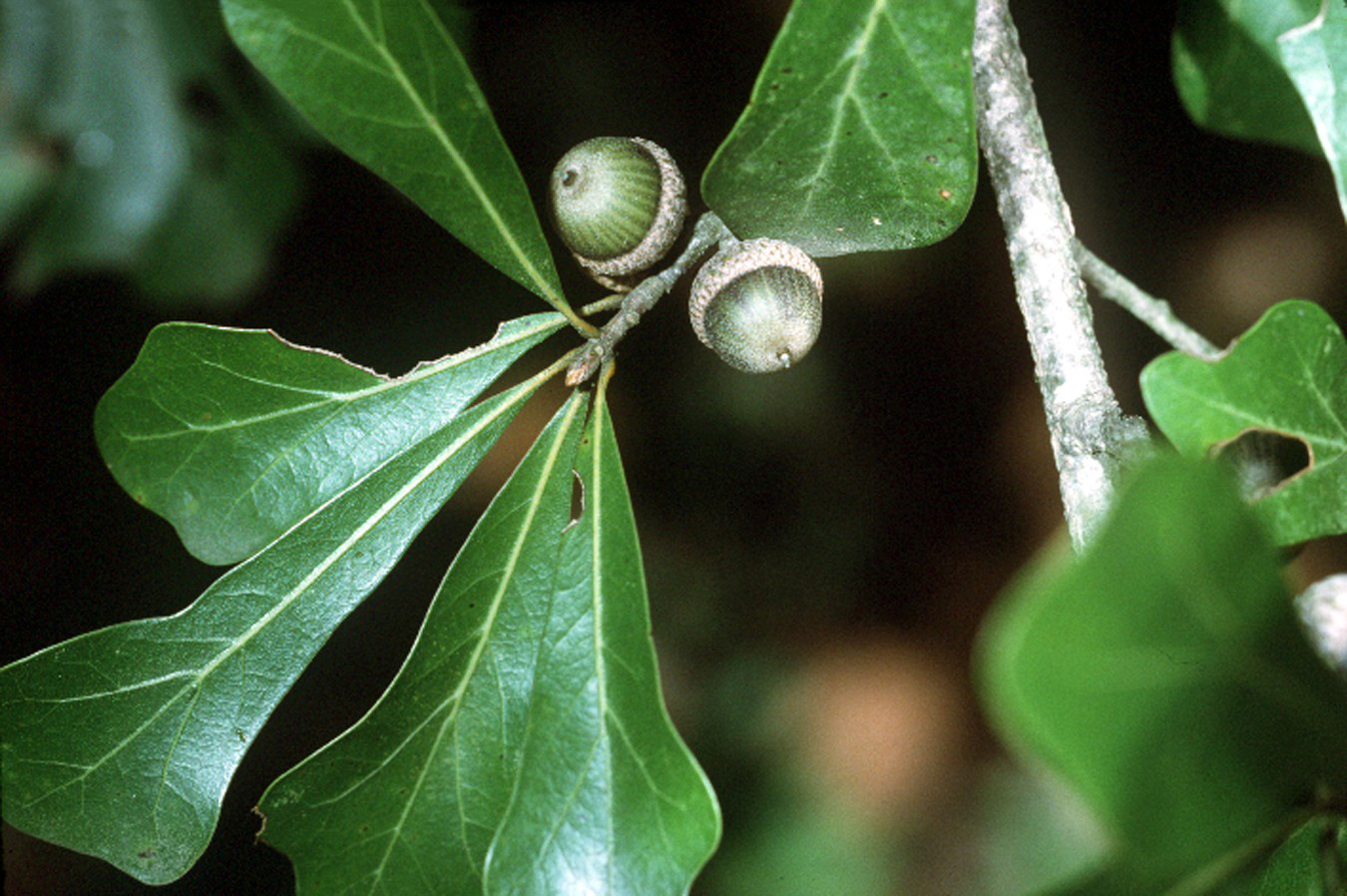
Żołędzie

PokrójZrzucające liście drzewo dorastające do 30 m wysokości. Kora jest spękana i ma ciemnoszarą barwę.
LiścieBlaszka liściowa ma kształt od eliptycznego do odwrotnie jajowatego. Mierzy 3–12 cm długości oraz 1,5–6 cm szerokości, jest całobrzega lub delikatnie klapowana na brzegu, ma nasadę od zaokrąglonej do klinowej i wierzchołek od tępego do zaokrąglonego. Ogonek liściowy jest nagi i ma 2–9 mm długości.
OwoceOrzechy zwane żołędziami o jajowatym kształcie, dorastają do 10–14 mm długości i 10–15 mm średnicy. Osadzone są pojedynczo w miseczkach w kształcie kubka, które mierzą 3–6 mm długości i 10–18 mm średnicy. Orzechy otulone są w miseczkach do 15–25% ich długości.

## Biologia i ekologia
Rośnie na wydmach oraz stokach porośniętych zaroślami. Występuje na wysokości do 500 m n.p.m.